# Moawhango West (rivière)
La rivière Moawhango West  (en anglais : Moawhango West River) est un cours d’eau de la région de Manawatu-Wanganui dans l’Île du nord de la Nouvelle-Zélande.

## Géographie
C’est un affluent de la rivière Moawhango, qui s’écoule ensuite vers le nord-est dans le  Lac Moawhango.

(en) Land Information New Zealand, « détail emplacement: Moawhango West (rivière) », sur New Zealand Gazetteer